# Ameerega cainarachi
Ameerega cainarachi es una especie de anfibio anuro de la familia Dendrobatidae.

## Distribución geográfica
Esta especie es endémica de la región de San Martín en Perú. Habita hasta 600 m de altitud en la cuenca del río Cainarachi.

## Etimología
Esta especie lleva su nombre en referencia al lugar de su descubrimiento, el río Cainarachi.

## Publicación original
- Schulte, 1989 : Nueva especie de rana venenosa del genero Epipedobates registrada en la Cordillera Oriental, departamento de San Martin. Boletín de Lima, vol. 11, n.º 63, p. 41-46[6]